# Faselis

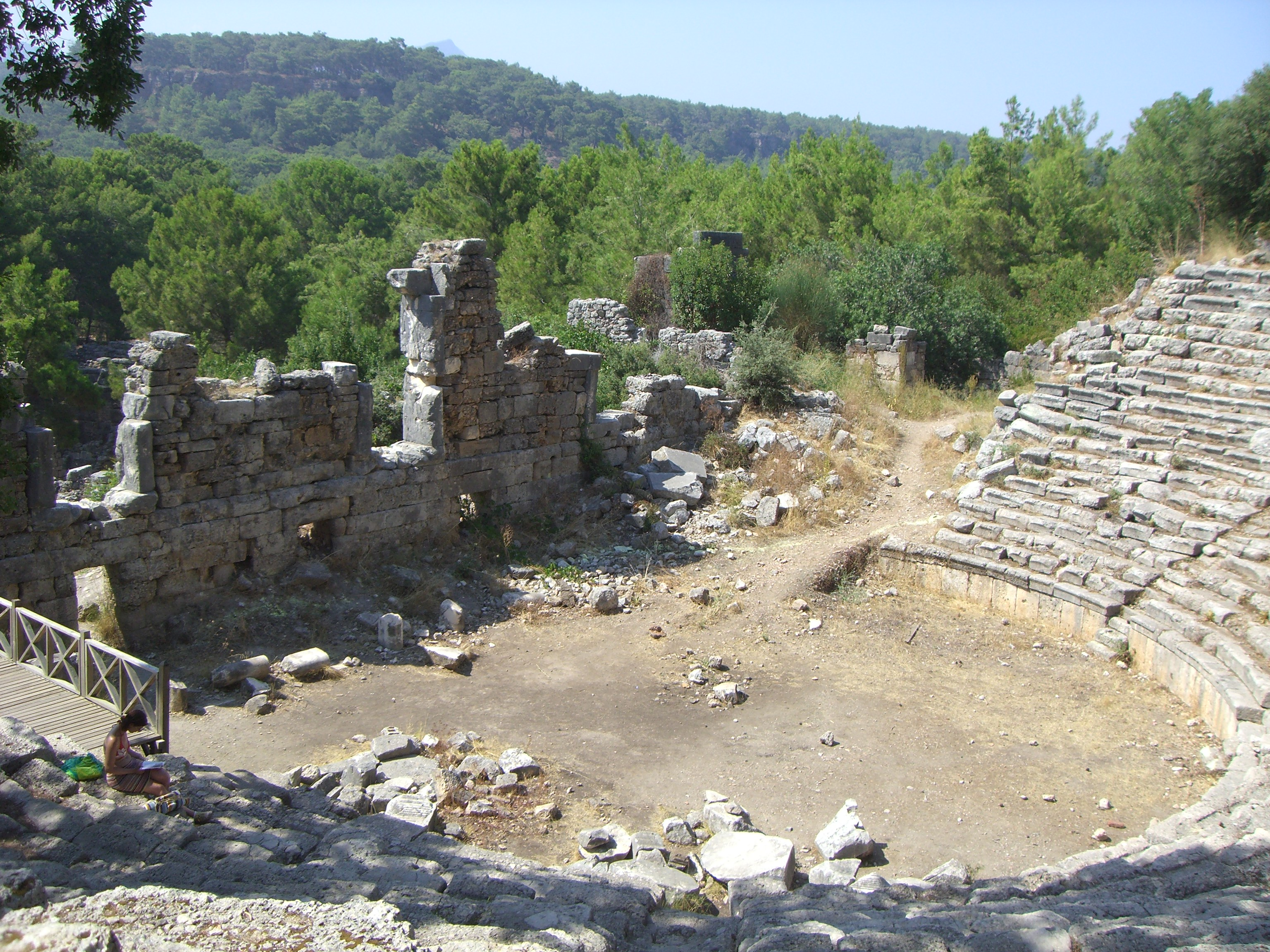
Teatern i Faselis.

Faselis (grekiska Φασηλίς, latin Phaselis) var en antik hamnstad i Lykien på Mindre Asiens södra medelhavskust. Enligt Herodotos var staden grekisk och grundad av doriska nybyggare. Genom sina tre förträffliga hamnar blev Faselis redan tidigt en betydande sjöfarts- och handelsstad, men den råkade sedermera i dåligt rykte som ett tillhåll för sjörövare och förstördes därför av romarna omkring år 76 f.Kr.